# أحمد عبادي (عازف)
أحمد عبادي (1906-1993)  (بالفارسية: احمد عبادی) – موسيق إيراني وعازف سه تار. وُلد في طهران، وكان عضوًا في أكثر عائلة موسيقية إيرانية استثنائية. يمكن القول إن والد أحمد، ميرزا عبد الله، هو الشخصية الأكثر تأثيرًا في الموسيقى التقليدية الفارسية، كما أن عمه، ميرزا حسين قلي، معروف أيضًا بإتقانه في العزف على التار. كان جد أحمد لأبيه، علي أكبر فراهاني، موسيقيًا موهوبًا أيضًا.
بدأ أحمد بتعلم الموسيقى في سنٍ مبكرة. في سن السابعة، كان قادرًا على لعب تُمبَک بمرافقة والده. فقد والده بعد ذلك بوقتٍ قصير، لكنه واصل تعليمه مع شقيقاته، وخاصةً مولود خانوم. أصبح أحد أفضل لاعبي السه تار في كل العصور. لسنواتٍ، كان يلعب في الإذاعة الإيرانية خاصةً في برنامج يسمى «جلها»، من إنتاج داوود بیرنیا. كان لعبادي أسلوبٌ فريدٌ في العزف على السه تار. اخترع أيضًا مجموعة متنوعة من الضبطات المختلفة للسه تار.
توفي عام 1993 ودفن في مقبرة إمام زاده طاهر بكرج.

## أسلوب جديد في العزف
ومن مهامه في العزف على ابتكار نغمات مختلفة في السهتار، والتي قدمها في ألبوم "لحن السهتار". قبل ذلك، كان الموسيقيون عمومًا يستخدمون ضبط التار لضبط السهتار، لكن عبادي غير هذا الإجراء وأثبت أن بعض هذه الضبطات لا تناسب السهتار، وقام بنشر شريطين على ضبط السهتار وأدخل ضبطًا لخطوات مختلفة وزوايا مختلفة. الأهمية الأخرى في عزف العبادي هي أنه لم يكن يعزف دائمًا على وتر واحد. فقد غنى في وقت، وعزف بقوة على أوتار منفردة في وقت آخر، وهو ما يظهر بوضوح في مقطوعاته الإيقاعية مثل الضربات الثلاثية والرباعية وغيرها. قام أحمد عبادي بتدريس الموسيقى الإيرانية والموسيقى الثلاثية في وزارة الفنون والحرف لفترة طويلة، ومن أجل التعريف بالموسيقى الوطنية لإيران، أقام العديد من الحفلات الموسيقية داخل وخارج البلاد، بما في ذلك فرنسا وإيطاليا وألمانيا والنمسا.
لعب عبادي دورًا رائدًا في نشر آلة السهتار؛ وكان جزءًا من جاذبية أدائه ناتجًا عن تطويره أسلوبًا جديدًا يتضمن تعديلات تقنية وصوتية طفيفة على الآلة، وهو ما قام به بعد خيبة أمله من سماع تسجيلات عروضه الإذاعية الأولى. على عكس الأسلوب التقليدي للعزف، كان أسلوبه الخاص أقل سرعة، مع تباينات أكثر وضوحًا في النغم والشدة، واعتماد أقل على الدرجات المتكررة في جميع الأوتار؛ كان يتميز بغنى الصوت الناتج عن هجوم قوي وعريض، ما أصبح أسهل بفضل إزاحة طفيفة للأوتار عن لوحة الصوت واستخدام أوتار أسمك بنسبة 10-20٪ من المعتاد. ومن إسهاماته الأخرى كان تقديم عدد كبير من الضبطات المختلفة (كوك)، التي سمحت له بعزف المقامات الموسيقية التقليدية في تنويعات لونية جديدة تضفي عليها لونًا أصيلا. من ناحية أخرى، لم يغير عبادي أبدًا وضع الدساتين في آلته، التي كانت ثابتة في فواصل معينة، بغض النظر عن المقام. التسجيلات المتاحة تشمل أداء لمقامي ماهور ودشتي والطرق الإبداعية لضبطات السهتار.
لم يكن لدى عبادي أطفالًا ليرثوا مهاراته، ولكن أسلوبه ألهم ليس فقط عازفي السهتار، بل أيضًا معظم العازفين في الفترة ما بين 1329-1359 هـ. وعلى الرغم من كرمه الشديد في تقديم النصائح، لم يلعب دورًا في نقل التراث الموسيقي (الرديف)، حيث فضل الارتجال المبتكر وتطوير أسلوب شخصي على المعرفة الأكاديمية. بالنسبة إلى عبادي كان يجب أن تمس السهتار القلب، وعلى الرغم من أن نغمتها بطبيعتها حزينة، كان يجب أن تكون قادرة أيضًا على التعبير عن الفرح؛ وكان يؤمن بأنها لا ينبغي أبدًا أن تُعزف في الهواء الطلق أو في أوركسترا، حيث لا يمكن أن يكون لها سوى دور ثانوي. أما عن جمهوره، وفقًا لميرزا عبد الله، "اثنان من المستمعين لا يكفيان؛ وثلاثة كثيرون".